# Genoa Open Challenger 2009
Il Genoa Open Challenger 2009 è un torneo professionistico di tennis maschile giocato sulla terra rossa, che faceva parte dell'ATP Challenger Tour 2009. Si è giocato a Genova in Italia dal 7 al 13 settembre 2009.

## Partecipanti

### Teste di serie
| Nazionalità | Giocatore       | Ranking* | Testa di serie |
| ----------- | --------------- | -------- | -------------- |
| Spagna      | Albert Montañés | 48       | 1              |
| Germania    | Simon Greul     | 65       | 2              |
| Russia      | Evgenij Korolëv | 80       | 3              |
| Spagna      | Alberto Martín  | 93       | 4              |
| Belgio      | Steve Darcis    | 97       | 5              |
| Italia      | Flavio Cipolla  | 117      | 6              |
| Germania    | Daniel Brands   | 126      | 7              |
| Algeria     | Lamine Ouahab   | 128      | 8              |

- Ranking al 31 agosto 2009.

### Altri partecipanti
Giocatori che hanno ricevuto una wild card:
- Daniele Bracciali
- Grigor Dimitrov
- Thomas Fabbiano

Giocatori passati dalle qualificazioni:
- Carlos Berlocq
- Artem Smyrnov
- Walter Trusendi
- Roman Valent

## Campioni

### Singolare
Alberto Martín ha battuto in finale  Carlos Berlocq con il punteggio di 6–3, 6–3.

### Doppio
Daniele Bracciali /  Alessandro Motti hanno battuto in finale  Amir Hadad /  Harel Levy con il punteggio di 6–4, 6–2.